# 小谷純一
小谷 純一（こたに じゅんいち、1910年3月21日 - 2004年10月1日）は、日本の農業指導者、教育者、キリスト教伝道者。
全国愛農会を創設し、愛農学園農業高等学校の創立者で初代校長を務めた。

## 経歴
和歌山県和歌山市小豆島（あずしま）出身。生家は地主の農家で、その長男であった。旧制中学校を経て、1925年（大正14年）、京都府立高等蚕糸学校（現：京都工芸繊維大学）に入学する。在学中には西田天香の一燈園に参加していた。
1928年（昭和3年）に京都高等蚕糸卒業後、京都帝国大学農学部に進学。在学中、キリスト集会で佐藤定吉の伝道集会に参加したことから、無教会主義キリスト教徒となる。1933年京都帝国大学農学部を卒業後、加藤完治が茨城県で行っていた満蒙開拓青少年義勇軍運動に参加したが、右翼的な方向に変じた運動から離脱し、農林省による「農民道場」創設に関与した。1934年に結婚したが、その直後に結核に罹患、7年間の療養により治癒する。
1940年（昭和15年）、大阪府立農学校（のち大阪府立大学を経て現・大阪公立大学）の教諭となる。1944年（昭和19年）、和歌山青年師範学校（現：和歌山大学）教授に就任。
太平洋戦争終結後、満蒙開拓青少年義勇軍に関与したことへの反省から教職を辞し、郷里で教え子らと「愛農塾」を開始した。これを発展させる形で、1946年に全国愛農会を創設した。
1963年に愛農学園農業高等学校の設置認可が下り（1964年開校）、校長に就任した。

## 著書
- 『愛農救国の書』愛農会、1950年
  - 『愛農救国の書 愛農運動三十年の歩みと未来展望』の書名で1978年に増補改訂版を全国愛農会より刊行
- 『愛農救人類の書　明るい家つくり村つくり 』全国愛農会本部、1957年
- 『小谷純一信仰著作集』（上）聖霊社、1997年
- 『小谷純一信仰著作集』（中）聖霊社、1998年
- 『小谷純一信仰著作集』（下）聖霊社、1999年